# Франка Бателич
Франка Бателич (хорв. Franka Batelić; також відома як Франка; нар. 7 червня 1992, Рієка, Хорватія) — хорватська співачка і авторка пісень. Переможниця 1 сезону хорватського шоу Showtime, представниця Хорватії на пісенному конкурсі Євробачення 2018.

## Біографія
Франка Бателич народилася 7 червня 1992 року в місті Рієка, Хорватія, в родині Інгрід і Даміра Бателич. Почала співати у віці 3-х років. В 2007 році спробувала свої сили в першому сезоні шоу Showtime, де дійшла до фіналу і перемогла. Після перемоги в шоу Бателич підписала контракт з лейблом Hit Records, де був офіційно випущений її переможний сингл «Ovaj Daj». У лютому 2018 стало відомо, що Франка представить  Хорватію на  Євробаченні 2018 з піснею «Crazy». Франка виступить в першому півфіналі  конкурсу 8 травня.